# John Biller
John Arthur Biller (14 de novembre de 1877 - Nova York, 26 de març de 1934) va ser un atleta estatunidenc, especialista en els salts i en llançaments que va competir durant els primers anys del segle xx.
El 1904 va prendre part en els Jocs Olímpics de Saint Louis, on guanyà la medalla de bronze en la prova del salt de llargada aturat del programa d'atletisme. A banda aconseguí una quarta posició en el salt d'alçada aturat i la cinquena en el llançament de disc.
Quatre anys més tard disputà els Jocs de Londres, on guanyà la medalla de plata en el salt d'alçada aturat, mentre en el salt de llargada aturat fou quart.